# Engomegoma gordonii
Engomegoma gordonii är en tvåhjärtbladig växtart som beskrevs av F.J. Breteler. Engomegoma gordonii ingår i släktet Engomegoma och familjen Strombosiaceae. Inga underarter finns listade i Catalogue of Life.